# V Cumbre de las Américas
La V Cumbre de las Américas se desarrolló en Puerto España, que es la capital de Trinidad y Tobago, del 17 al 19 de abril de 2009. Tuvo como tema "Asegurar el futuro de nuestros ciudadanos mediante la promoción de la prosperidad humana, la seguridad energética y la sostenibilidad ambiental" 

## Agenda
El principal tema de la agenda fue la actual crisis económica, la cual contiene temas del acceso al crédito y préstamos de bancos multilaterales, subregionales e internacionales, además de promover la prosperidad humana, la seguridad energética y la sostenibilidad ambiental.
Hubo gran expectativa por parte de los líderes regionales sobre los cambios de políticas hacia el continente que la Administración del presidente Barack Obama pueda anunciar. Uno de los puntos más importantes anunciado por los líderes americanos fue el de la eliminación del embargo contra Cuba. Al finalizar la Cumbre el presidente de Brasil, Lula da Silva, declaró tener confianza en que Obama aliviará el embargo de EE. UU. sobre Cuba.

## Temas
Dentro de los temas tratados en la V Cumbre de las Ámericas tenemos:
1. Prosperidad humana: Incluye políticas para paliar la pobreza, garantizar el acceso a la salud, alimentación y servicios básicos, reducir la exposición a la violencia y el crimen y protección de los más vulnerables, incluyendo mujeres, niños y pueblos indígenas. La cumbre insistirá en la necesidad de invertir en una educación de calidad como factor de inclusión social y avance de una sociedad. Además, se insistirá en incentivar los créditos a micro, pequeñas y medianas empresas como factor fundamental de desarrollo.
2. Seguridad energética: La cumbre de Trinidad subrayará la importancia de desarrollar sistemas "limpios, accesibles y sostenibles" para lograr que para el año 2050 se cubra con estas fuentes de energía renovables y bajas en carbono la mitad de la demanda mundial.
3. Sosteniblidad ambiental: Los dirigentes se comprometerán en Trinidad a trabajar por estabilizar las concentraciones de gas de efecto invernadero en la atmósfera. Además, se fortalecerán los mecanismos de intercambio de información sobre alerta temprana de desastres naturales y prevención de los mismos.
4. Seguridad pública: Los jefes de Estado se comprometerán a continuar sus esfuerzos para "prevenir y combatir el terrorismo y el crimen organizado, en total acatamiento de las leyes internacionales". Los dirigentes podrían plantear a la OEA una reunión de expertos para avanzar en una estrategia regional en la materia.
5. Reforzar la gobernabilidad democrática: Los participantes reiterarán su compromiso con la Carta Democrática Interamericana y subrayarán su empeño en luchar contra la corrupción, racismo, violencia de género y en favor de los derechos humanos.
6. Reforzar el seguimiento de la cumbre y la efectividad de implementación: Los participantes propondrán que la cumbre de las Américas se celebre "al menos cada tres años" y solicitarán un informe anual sobre las acciones y progresos que se van realizando en las respectivas cumbres ministeriales.

## Participantes
El evento reunió a 34 países pertenecientes a la Organización de los Estados Americanos. La única nación que no estaba representada es Cuba. 
Los países participantes estuvieron representados por los siguientes jefes de Estado:
| País                         | Representante                  | Cargo           |
| ---------------------------- | ------------------------------ | --------------- |
| Trinidad y Tobago            | Patrick Manning                | Primer Ministro |
| Antigua y Barbuda            | Baldwin Spencer                | Primer ministro |
| Argentina                    | Cristina Fernández de Kirchner | Presidenta      |
| Bahamas                      | Hubert Ingraham                | Primer ministro |
| Barbados                     | David Thompson                 | Primer ministro |
| Belice                       | Dean Barrow                    | Primer ministro |
| Bolivia                      | Evo Morales                    | Presidente      |
| Brasil                       | Lula da Silva                  | Presidente      |
| Canadá                       | Stephen Harper                 | Primer ministro |
| Chile                        | Michelle Bachelet              | Presidenta      |
| Colombia                     | Álvaro Uribe                   | Presidente      |
| Costa Rica                   | Óscar Arias                    | Presidente      |
| Dominica                     | Roosevelt Skerrit              | Primer ministro |
| Estados Unidos               | Barack Obama                   | Presidente      |
| El Salvador                  | Elías Antonio Saca             | Presidente      |
| Ecuador                      | Rafael Correa                  | Presidente      |
| Granada                      | Tillman Thomas                 | Primer ministro |
| Guatemala                    | Álvaro Colom                   | Presidente      |
| Guyana                       | Bharrat Jagdeo                 | Presidente      |
| Haití                        | René Préval                    | Presidente      |
| Honduras                     | Manuel Zelaya                  | Presidente      |
| Jamaica                      | Bruce Golding                  | Primer ministro |
| México                       | Felipe Calderón Hinojosa       | Presidente      |
| Nicaragua                    | Daniel Ortega                  | Presidente      |
| Panamá                       | Martín Torrijos                | Presidente      |
| Paraguay                     | Fernando Lugo                  | Presidente      |
| Perú                         | Alan García                    | Presidente      |
| República Dominicana         | Leonel Fernández               | Presidente      |
| Santa Lucía                  | Stephenson King                | Primer ministro |
| San Cristóbal y Nieves       | Denzil Douglas                 | Primer ministro |
| San Vicente y las Granadinas | Ralph Gonsalves                | Primer ministro |
| Surinam                      | Ronald Venetiaan               | Presidente      |
| Uruguay                      | Tabaré Vázquez                 | Presidente      |
| Venezuela                    | Hugo Chávez                    | Presidente      |

## Anécdotas
En la noche inaugural de la cumbre los presidentes Hugo Chávez y Barack Obama se saludaron justo antes de la ceremonia. Chávez sorprendió a los presentes al estrechar manos con Obama y saludarlo en inglés diciendo “Quiero ser tu amigo”. 
Al día siguiente, justo antes de empezar la reunión entre Estados Unidos y Unasur,  Chávez se dirigió a la mesa donde el presidente Obama se encontró para ofrecerle de regalo el libro Las venas abiertas de América Latina, del escritor uruguayo Eduardo Galeano.